# Lokomotive H2 293

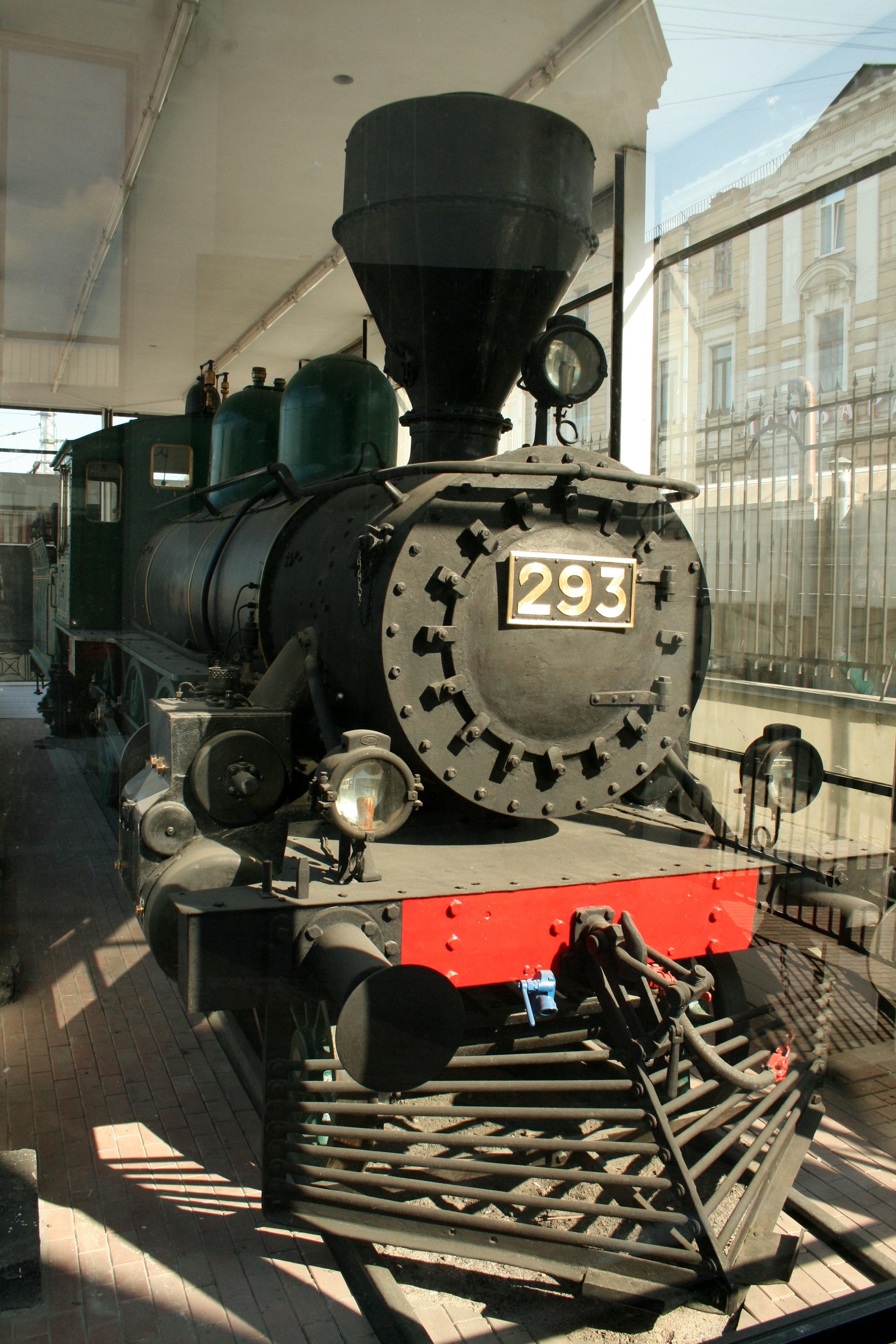
Denkmallokomotive im Finnischen Bahnhof in St. Petersburg

Die finnische Lokomotive H2 293 ist eine Denkmallokomotive, die im Finnländischen Bahnhof in Sankt Petersburg aufgestellt ist. Historische Bedeutung erlangte sie, weil auf ihr 1917 Wladimir Iljitsch Lenin aus Petrograd floh.

## Geschichte
Die 2 C-Dampflokomotive wurde 1900 mit der Fabriknummer 2991 bei Richmond Locomotive Works gebaut und als H2 293 an die Finnische Eisenbahn geliefert.
Am 3. Apriljul. / 16. April 1917greg. war Lenin nach seiner Rückreise aus dem Schweizer Exil im plombierten Wagen quer durch Deutschland und Schweden in Petrograd eingetroffen.
Nachdem ihn die provisorische Regierung unter Alexander Fjodorowitsch Kerenski zur Verhaftung ausgeschrieben hatte, musste Lenin am 27. Julijul. / 9. August 1917greg. aus der Stadt fliehen. Er verkleidete sich dazu als Heizer und fuhr zusammen mit dem Lokomotivführer Hugo Jalawa auf der Lokomotive H2 293 über die Grenze nach Finnland, um sich dort zu verstecken. Am 24. Septemberjul. / 7. Oktober 1917greg. kehrte er auf gleiche Weise nach Petrograd zurück und versteckte sich dort in einem Arbeiterviertel der Wyborger Seite. Von dort aus begann er die Oktoberrevolution, in der er die Kerenski-Regierung stürzte. Die Lokomotive H2 293 (ab 1942 Hk1 293) fuhr bis 1957 weiter im Dienst der finnischen Staatsbahn (VR).
Am 13. Juni 1957 schenkte die VR die Lokomotive der Sowjetunion. Sie wurde daraufhin im Finnländischen Bahnhof in Leningrad hinter Glas aufgestellt.

## Wissenswert
- Die Rockgruppe Schmetterlinge veröffentlichte in den 1970er Jahren das Jalava-Lied, das von der Rückkehr Lenins nach Russland mit der Lokomotive handelt.[4]
- Die Lokomotive hat nichts mit der sogenannten Reise Lenins im plombierten Wagen zu tun, die bereits im April 1917 stattfand, auch wenn das in der Literatur gelegentlich verwechselt wird.